# Cabo de Santa Maria (Angola)

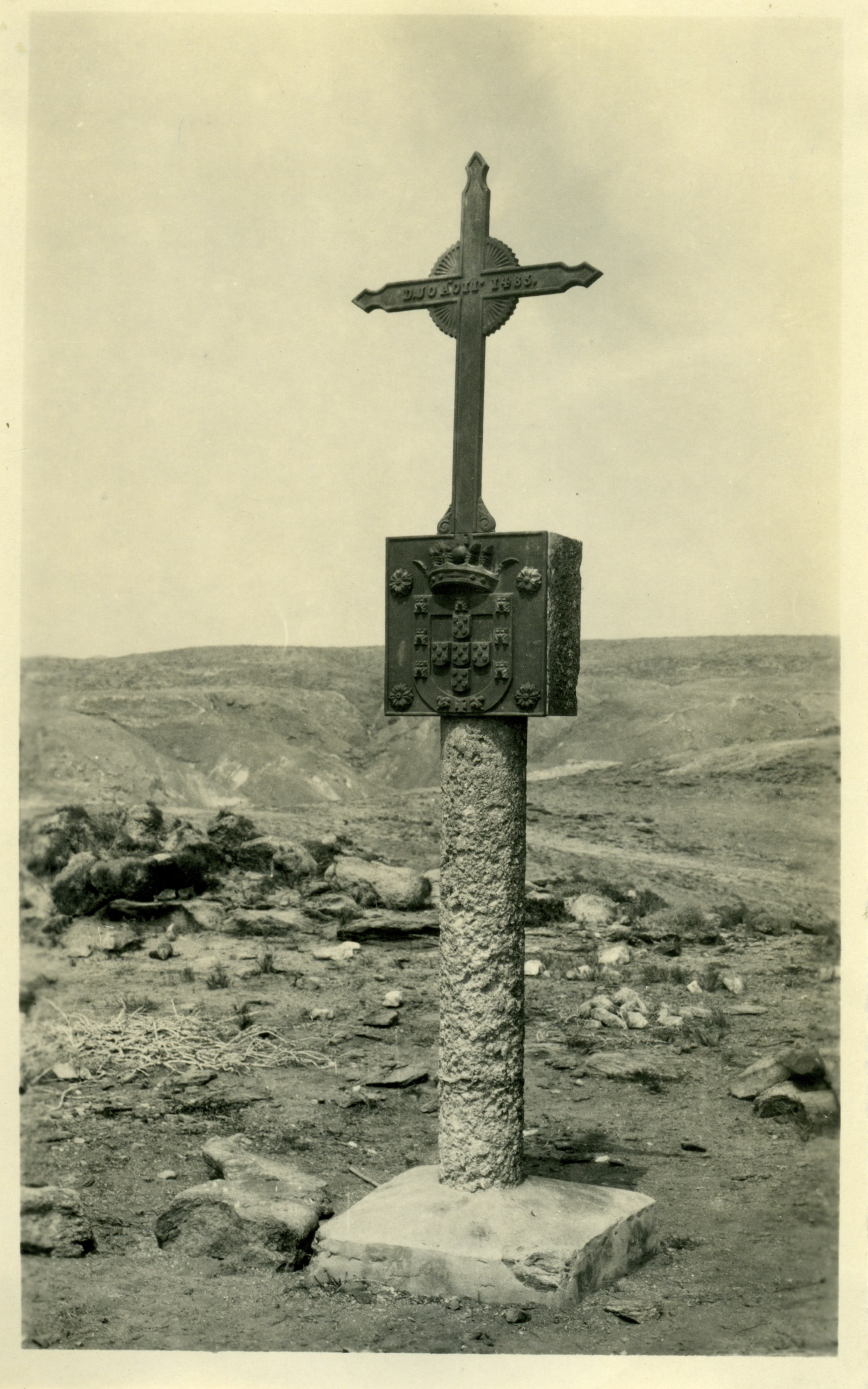
Padrão de Stº Agostinho von Diogo Cão am Kap Santa Maria

Das Cabo de Santa Maria (portugiesisch für Kap Santa Maria bzw. Kap der Heiligen Maria) ist ein Kap in Angola. Es liegt nördlich von Moçâmedes an der Atlantikküste Angolas.
1482 kam der portugiesische Seefahrer Diogo Cão auf der Suche nach dem südlichsten Punkt des afrikanischen Kontinents zum Kap Santa Maria. Es wurde als Cabo do Lobo (Wolfskap) getauft.
Mit der Absicht, die portugiesische Souveränität zu beanspruchen, ließ Diogo Cão eine Säule (Padrão) errichten.

## Padrão
Der/das dort gesetzte Padrão trägt nach Abel Fontoura da Costa den folgenden Text (mit freier deutscher Übersetzung):
| Na era da criação do mundo de 6681 anos, e do nascimento de Nosso Senhor Jesus de 1482 anos, o mui alio, mui excelente e poderoso principe, el-rel D. João II, de Portugal, mandou descobrir esta terra e põr estes padrões por Diogo Cão, escudeiro de sua caso. | Im Jahre 6681 nach der Schöpfung der Welt und 1482 nach der Geburt unseres Herrn Jesus ließ der höchste, exzellenteste und mächtige König Johann II. von Portugal dieses Land entdecken und diese Säule setzen von Diogo Cão, Knappe seines Hofes. |